# Damir Amirsjanowitsch Scharipsjanow
Damir Amirsjanowitsch Scharipsjanow (russisch Дамир Амирзянович Шарипзянов; englische Transkription: Damir Amirzyanovich Sharipzyanov; * 17. Februar 1996 in Nischnekamsk) ist ein russischer Eishockeyspieler, der seit 2020 beim HK Awangard Omsk aus der Kontinentalen Hockey-Liga unter Vertrag steht.

## Karriere
Scharipsjanow verbrachte seine Jugend im Nachwuchs von Neftechimik Nischnekamsk aus der Kontinentalen Hockey-Liga (KHL). Von 2012 bis 2013 lief er für deren Nachwuchsteams Reaktor Nischnekamsk in der Molodjoschnaja Chokkeinaja Liga (MHL) auf. Beim KHL Junior Draft 2013 sicherte sich sein Stammverein die KHL-Rechte an ihm, indem er ihn in der dritten Runde an Gesamtposition 85 zog. Er wechselte jedoch in die Ontario Hockey League (OHL) zu den Owen Sound Attack, denen er drei Spielzeiten lang treu blieb. Diese hatte ihn beim CHL Import Draft 2013 in der ersten Runde als 50. Spieler des Drafts gezogen.
Im August 2015 erhielt Scharipsjanow einen Entry Level Contract bei den Los Angeles Kings aus der National Hockey League (NHL), verblieb aber zunächst noch beim Juniorenteam aus dem Grey County. Erst ab 2016 spielte er für die Farmteams der Kings, die Ontario Reign aus der American Hockey League (AHL) und Manchester Monarchs aus der ECHL. Zur Saison 2017/18 kehrte er zu Neftechimik Nischnekamsk zurück und spielte dort drei Jahre in der KHL. 2020 wechselte er ligaintern zum HK Awangard Omsk, für den er seither auf dem Eis steht. Bereits in seinem ersten Jahr gewann er mit dem Klub aus der Stadt am Irtysch den Gagarin-Pokal.

### International
Scharipsjanow nahm zunächst an der U18-Weltmeisterschaft 2014 teil. Zwei Jahre später gewann er mit der U20-Nationalmannschaft Russlands die Silbermedaille bei der U20-Weltmeisterschaft 2016.
Sein Debuüt in der russischen Herren-Auswahl gab Scharipsjanow in der Spielzeit 2019/20 im Rahmen der Euro Hockey Tour, nachdem er zuvor bereits Spiele in der B-Nationalmannschaft absolviert hatte. Sein erstes großes Turnier absolvierte er im Rahmen der Olympischen Winterspiele in Peking 2022, als er mit der Mannschaft des Russischen Olympisches Komitees die Silbermedaille gewann.

## Erfolge und Auszeichnungen
- 2016 Silbermedaille bei der U20-Weltmeisterschaft
- 2021 Gagarin-Pokal und russischer Meister mit dem HK Awangard Omsk
- 2022 Silbermedaille bei den Olympischen Winterspielen

## Statistik
(Stand: Ende der Saison 2024/25)